# ذراع الزيدي (يهر)

تعديل مصدري - تعديل

ذراع الزيدي هي إحدى قرى عزلة يهر بمديرية يهر التابعة لمحافظة لحج، بلغ تعداد سكانها 43 نسمة حسب تعداد اليمن لعام 2004.